# Brumus
Genre
Brumus est un genre d'insectes de la famille des coccinellidés, de la sous-famille des Chilocorinae et considéré synonyme du genre Exochomus. 

## Liste d'espèces
Selon ITIS (29 août 2014) :
- Brumus quadripustulatus (Linnaeus, 1758) - mais actuellement, pour d'autres auteurs, Exochomus quadripustulatus (Linnaeus, 1758)